# Kazumi Urano
Kazumi Urano (浦野 一美 Urano Kazumi?,  Sakado, Prefectura de Saitama, 23 de octubre de 1985) es una idol, cantante y actriz japonesa, conocida por haber sido miembro del grupo AKB48, donde formó parte del equipo B. También fue miembro de SDN48 y Watarirouka Hashiritai, aunque en este último solo fue provisional. 

## Carrera
El 30 de octubre de 2005, Urano aprobó la AKB48 Opening Member Audition para unirse a AKB48, siendo una de las 24 en ser seleccionadas entre 7.924 aplicantes. En febrero de 2007, fue transferida al equipo B como miembro de apoyo. Después del cambio, fue apreciada por su papel de capitana sustancial de dicho equipo. El 11 de octubre de 2007, Urano anunció durante un concierto su transferencia de AKS a Production Ogi. Desde el 1 de agosto de 2009, junto con Yukari Sato, Megumi Ohori y Kayo Noro, se anunció que también estaría activa como miembro del grupo SDN48. El 23 de agosto, se anunció que sería transferida por completo a SDN48 y se graduaría de AKB48. Su graduación tuvo lugar el 16 de abril de 2010.

## Filmografía

### Televisión
- Gokusen Dai 3 Series (2008, NTV)
- Tokumei Kakarichō Hitoshi Tadano 4th Season Totsunyū SP (2009, EX) como Marina Ueda
- Tokumei Kakarichō Hitoshi Tadano 4th Season (2009, EX) como Marina Ueda
- Hyōryū Net Cafe (2009, MBS TV) como Miku
- Untouchable –Jiken Kisha Ryoko Narumi– (2009, ABC-TV Asahi) como Rika Nishio.
- Majisuka Gakuen (2010, TX) como Estudiante de Umajisuka Jo Gakuen
- Keibuho Kenzo Yabe' (2010, EX) como Ella misma
- Honto ni atta Kowai Hanashi Natsu no Tokubetsu-hen 2010 AKB48 marugoto Jōrei Special "Raincoat no Onna" (2010, CX) como Ella misma

### Show de variedades
- AKB1-ji 59-fun! (2008, NTV)
- AKB0-ji 59-fun! (2008, NTV)
- AKB48 Nemōsu TV (2008, Family Gekijo)
- Suiensaa (2008-2009-2010, NHK E)
- Omoikkiri Don! (2009, NTV)
- Suppon no Onna-tachi (2010, EX)
- Pon! (2010, NTV)
- AKB48 no anta, Dare? (2013, NotTV); Wednesday MC

### Anime
- Crayon Shin-chan (2007, EX)

### Películas
- Crayon Shin-chan: The Storm Called: The Singing Buttocks Bomb (2007, Toho)
- Gekijō-ban Trick Rei Nōryoku-sha Battle Royale (2010, Toho) como Ella misma

### Videojuegos
- Moeru Mājan Moejan! (2008, Hudson Soft, PSP software) como Sakura Miyakoura

## Discografía

### Sencillos
Con AKB48
- Sakura no Hanabiratachi
  - Dear my teacher - Equipo A
- Included en "Skirt, Hirari"
  - Aozora no sobanīte - Equipo A
- Included in "Aitakatta"
  - Dakedo... como Equipo A
- Included en "Keibetsu Shiteita Aijō"
  - Namidauri no Shōjo
- Included en "Baby! Baby! Baby!"
  - Shonichi
- Included en "Ōgoe Diamond"
  - Ōgoe Diamond (equipo B ver.)
- Included en "Namida Surprise!"
  - Shonichi - Equipo B
- Iiwake Maybe

Con SDN48
- Gagaga
  - Kodokuna Runner
- Included in "Ai, Chuseyo"
  - Tengoku no Door wa 3-kai-me no Bell de Hiraku – as Under Girls A
- Included in "Min-Min-Min"
  - Onedari Shanpan como Under Girls A
  - Everyday, Katyusha (SDN48 ver.)
- Kudokinagara Azabujūban duet with Monta Mino
- Makeoshimi Congratulation
  - Owaranai Encore

### Otras canciones
- Single CD "Shōnen yo Uso o tsuke!" (con "Watarirouka Hashiritai")
- Shōnen yo Uso o tsuke!
- Kimi wa Kangaeru
- Shimai donburi, Mayu Watanabe-Kazumi Urano